# Beauvène
Beauvène település Franciaországban, Ardèche megyében. Lakosainak száma 202 fő (2022. január 1.). Beauvène Chalencon, Gluiras, Saint-Barthélemy-le-Meil, Saint-Christol és Belsentes községekkel határos.

## Népesség
A település népességének változása:
| Lakosok száma | 332  | 232  | 221  | 228  | 230  | 217  | 210  | 207  | 206  | 202  |
|               | 1968 | 1982 | 1990 | 2006 | 2013 | 2015 | 2017 | 2019 | 2020 | 2022 |